# David Jenkins Ward
David Jenkins Ward (* 17. September 1871 in Salisbury, Maryland; † 18. Februar 1961 ebenda) war ein US-amerikanischer Politiker. Zwischen 1939 und 1945 vertrat er den Bundesstaat Maryland im US-Repräsentantenhaus.

## Werdegang
David Ward besuchte die öffentlichen Schulen seiner Heimat. In den folgenden Jahren arbeitete er als Farmer, Holzfäller und im Handel. Außerdem war er auf dem Immobilienmarkt tätig. Gleichzeitig schlug er als Mitglied der Demokratischen Partei eine politische Laufbahn ein. Zwischen 1915 und 1917 saß er im Abgeordnetenhaus von Maryland; von 1918 bis 1926 war er Parteivorsitzender der Demokraten im Wicomico County. Zwischen 1926 und 1934 sowie in den Jahren 1938 und 1939 gehörte er dem Staatssenat an.
Nach dem Rücktritt des Abgeordneten Thomas Alan Goldsborough wurde Ward bei der fälligen Nachwahl für den ersten Sitz von Maryland als dessen Nachfolger in das US-Repräsentantenhaus in Washington, D.C. gewählt, wo er am 8. Juni 1939 sein neues Mandat antrat. Nach zwei Wiederwahlen konnte er bis zum 3. Januar 1945 im Kongress verbleiben. Bis 1941 wurden dort noch weitere New-Deal-Gesetze der Bundesregierung unter Präsident Franklin D. Roosevelt verabschiedet. Seit 1941 war auch die Arbeit des Kongresses von den Ereignissen des Zweiten Weltkrieges geprägt.
Im Jahr 1944 wurde Ward von seiner Partei nicht mehr zur Wiederwahl nominiert. Nach dem Ende seiner Zeit im US-Repräsentantenhaus trat er politisch nicht mehr in Erscheinung. Er starb am 18. Februar 1961 in seiner Heimatstadt Salisbury.